# Ла-Аурора (аеропорт)
Міжнародний аеропорт Ла-Аурора (IATA: GUA, ICAO: MGGT) — міжнародний аеропорт у місті Гватемала, столиці та найбільшому місті Гватемали. Головний аеропорт країни. Відкритий після реконструкції 1959 року. Розташований у межах міста, у міській зоні №13 (ісп. Zona 13), за 6,4 кілометри на південь від центру міста. На захід від аеропорту, вздовж шосе Петапа (ісп. Avenida Petapa) розташована міська зона №12 (ісп. Zona 12), в якій розташовані промислові підприємства агломерації (зокрема макіладора). Річний пасажиропотік становить близько 2,2 мільйонів пасажирів за даними 2014 року.
Висота над рівнем моря 1509 метрів.

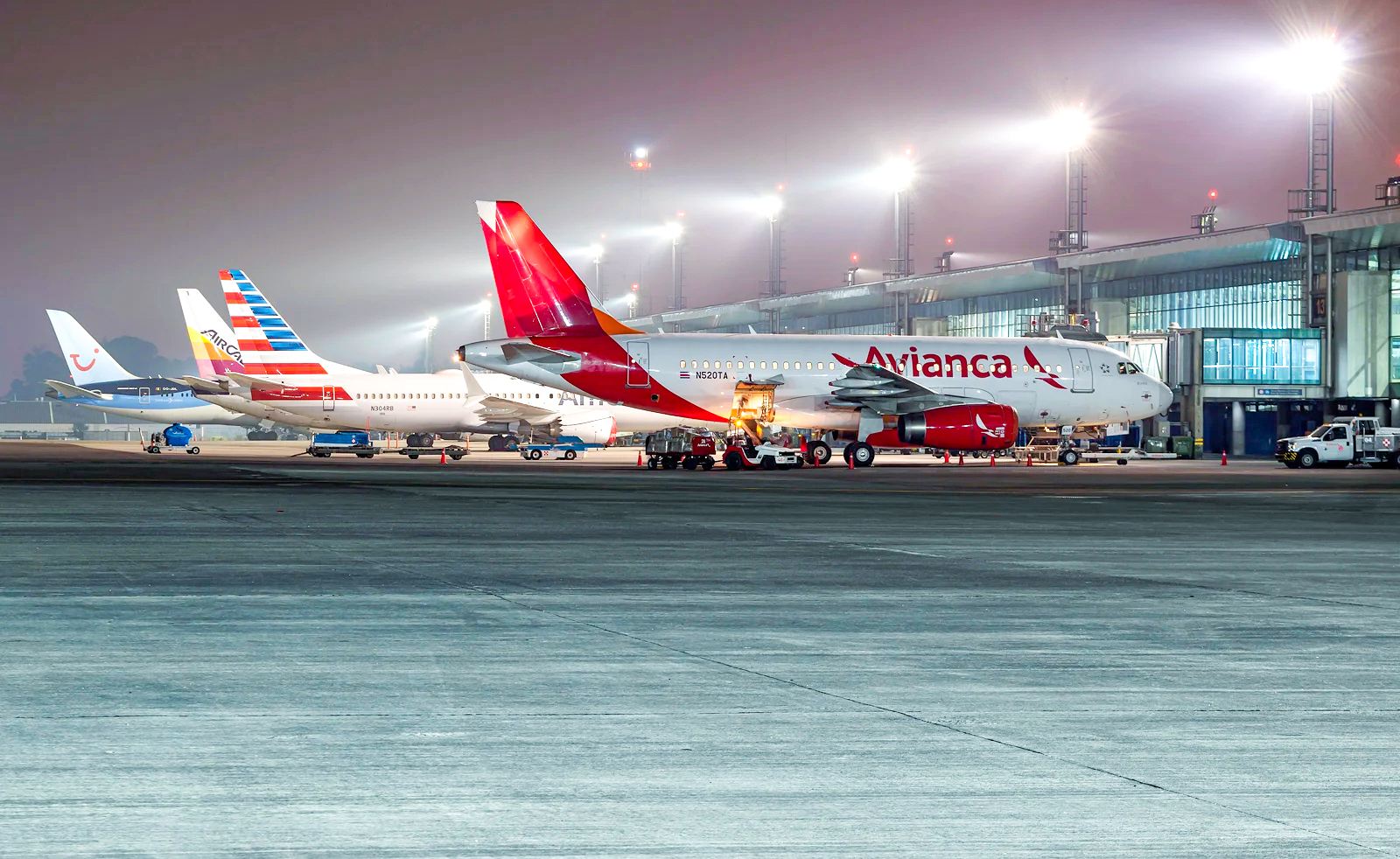
Літаки в аеропорті «Ла-Аурора» (11 травня 2021).

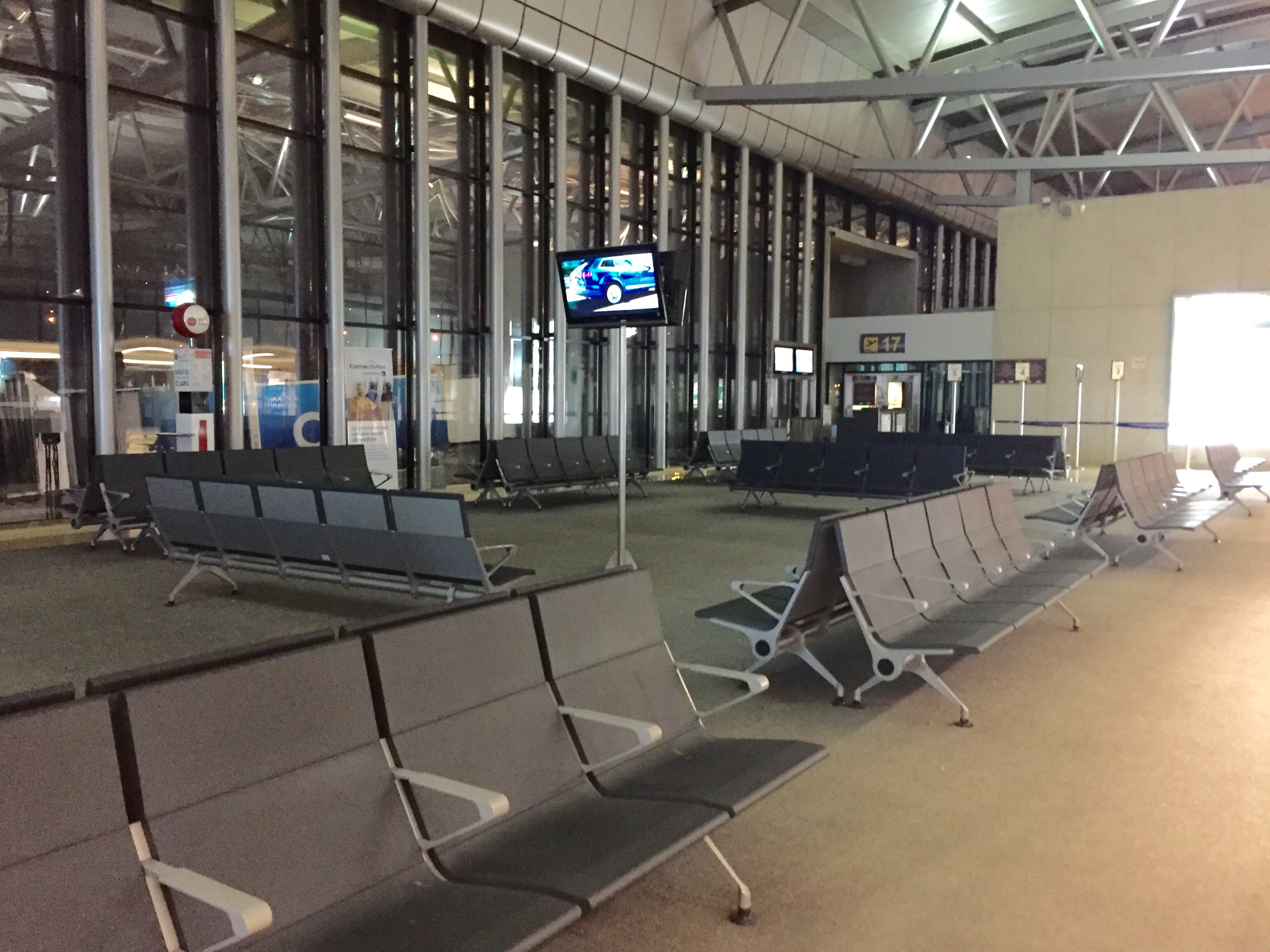
Зала очікування аеропорту

Аеропорт має 18 місць на північному пероні для пасажирських літаків та 1 місце для транспортного літака. У північно-західній частині стоянка. На південному пероні розташовуються легкі літаки.
Аеропорт має одну злітно-посадкову смугу з асфальтовим покриттям завдовжки 2987 метрів та шириною 60 метрів.